# CAQ
Komputerowe wspomaganie sterowania jakością (CAQ) (ang.: Computer-aided quality assurance) – narzędzie informatyczne wspomagające procesy zarządzania jakością.
Oprogramowanie wykorzystywane jest w celu:
- mapowania, wizualizacji i analizy procesów,
- nadzoru nad dokumentami i zapisami wraz z elementami śledzenia zmian, opiniowania, kontroli wydruków, śledzenia postępów zadań i czasu pracy,
- nadzoru nad niezgodnościami, zagrożeniami i reklamacjami wraz z kontrolą działań korekcyjnych, korygujących i zapobiegawczych,
- oceny dostawców i podwykonawców,
- ewidencji i nadzoru nad wyposażeniem do pomiarów i monitorowania z elementem wypożyczalni narzędzi i zarządzania gospodarką narzędziową,
- szacowania ryzyka w zarządzaniu bezpieczeństwem informacji w przedsiębiorstwie.

Główne korzyści wykorzystania systemów CAQ:
- oszczędność czasu poprzez szybkie i sprawne planowanie,
- znaczne usprawnienie procesu,
- kompletność danych, gromadzonych w jednej centralnej bazie danych,
- możliwość bezpośredniego przekazywania informacji i danych do aplikacji z dowolnego komputera w sieci wewnętrznej lub zewnętrznej,
- narzędzie informatyczne dostarczające danych stanowiących podstawę doskonalenia systemu zarządzania
- wspomaganie pracy grupowej,
- możliwość zdalnej pracy wielu użytkowników – rysowanie map procesów przez właścicieli/liderów procesów przy jednoczesnej zdalnej pracy z konsultantem lub liderem projektu,
- wspomaganie ciągłego doskonalenia procesów, przez co zwiększa się zwrot z inwestycji poniesionych na zakup i wdrożenie technologii informatycznej.